# 斯塔德勒山
66°55′S 53°14′E / 66.917°S 53.233°E
斯塔德勒山是南極洲的山峰，位於恩德比地，處於科德韋爾山東南面4.6公里和大霍納肯山西南面43公里，該山峰根據澳大利亞探險隊拍攝的空中照片被繪入地圖。